# Evergreen (Teksas)
Evergreen je naseljeno mjesto za statističke potrebe u američkoj saveznoj državi Teksas. Prema popisu stanovništva iz 2010. u njemu je živjelo 73 stanovnika.